# 太平川镇 (绥化市)
太平川镇，是中华人民共和国黑龙江省绥化市北林区下辖的一个乡镇级行政单位。

## 行政区划
太平川镇下辖以下地区：
北星村、二排村、东兴村、胜利村、新春村、西太平村和白五村。